# Иван Обрадовић (математичар)
Иван Обрадовић (Београд, 11. јун 1951) математичар je и информатичар, редовни професор Рударско-геолошког факултета Универзитета у Београду у пензији.

## Биографија
Рођен је 11. јуна 1951. године у Београду. Дипломирао је на Групи за математику Природно-математичког факултета у Београду 1974. године. Магистрирао је 1981. са радом „Редови чекања и њихова примена у анализи информационих система“. Докторирао је на Математичком факултету у Београду из области рачунарских наука 1991. године одбраном дисертације „Један приступ симболичкој надградњи нумеричке обраде временских низова“.
Од 1975. до 1978. радио је као програмер у рачунарском центру у Југобанци, а затим као систем аналитичар у рачунарском центру у Беобанци до 1982. године, и као саветник у Одељењу за развој информационог система Беобанке до 1985. За асистента-приправника на Рударско-геолошком факултету је изабран 1985, за асистента 1989, за доцента 1992, за ванредног професора 1998, а за редовног професора 2007. године.
Од 2004. до 2011. био је шеф Рачунарског центра Рударског одсека Рударско-геолошког факултета, од 2007. до 2012. и шеф Катедре за примењену математику, а од 2012. до 2015. декан Рударско-геолошког факултета.
Један је од оснивача Информативног центра Универзитета у Београду и његов директор од оснивања 2005. до 2012. године, а од 2014. године до одласка у пензију, 1. октобра 2016. године, био је директор Центра за електронско учење и образовање на даљину Универзитета у Београду.
Био је ожењен правном историчарком Олгом Поповић-Обрадовић (1954-2007).

## Научно-истраживачки рад
У свом истраживачком раду, др Обрадовић се бавио проблемима из области информационих система, вештачке интелигенције, рачунарске лингвистике и примењених математичких метода. Објавио је преко 100 радова из ових области у међународним и домаћим часописима, као и зборницима радова са међународних и домаћих научних конференција, затим две монографије и неколико уџбеника.
Био је један од чланова тима за развој семантичке мреже речи – wordnet-а за српски језик у оквиру међународног пројекта “Balkanet, Design and Development of a Multilingual Balkan WordNet”, a као учесник међународног ICT-PSP пројекта Европске комисије “Cеntral and South-East Еuropеаn Resources (CESAR)” један од аутора монографије „Српски језик у дигиталном добу“ објављене у оквиру МЕТА-НЕТ серије белих књига.
Био је ментор и члан комисија за одбрану више докторских и магистарских теза на Рударско-геолошком, Математичком, Филолошком и Електротехничком факултету, као и на Факултету организационих наука Универзитета у Београду.
Поред свог научног рада бавио се и превођењем, и један је од преводилаца Оксфордског речника рачунарства.